# 筧昌也
筧 昌也（かけひ まさや、1977年11月2日 - ）は、日本の映画監督、ドラマ演出家、脚本家、漫画原作者。

## 来歴
東京都西東京市出身。東京都立保谷高等学校、日本大学芸術学部映画学科卒業。
漫画家としての萌芽は早く、14歳の時、『妖怪のいる街』でビッグコミックスピリッツ月例新人奨励賞受賞。他にも講談社の「ちばてつや賞」にも入選経験がある。
大学時代、『スクラップ』『ハライセ』と続けて二本の自主制作映画を完成させる。それぞれゆうばり映画祭に、後者は第3回京都国際学生映画祭に入選する。
大学卒業後の一時期、映像制作会社に在籍し、CG及び映像編集関連の技術を本格的に得る。退社後はモーショングラフィック、アニメーションの制作を中心に活動していた。
2003年、自主映画『美女缶』を発表。三度目の挑戦にしてゆうばり映画祭03オフシアター部門グランプリを獲得し、他にもぴあフィルムフェスティバル03企画賞、みちのく国際ミステリー映画祭03角川オフシアター・コンペティショングランプリなど、各地の映画祭で自主映画関連の賞を総なめにし、2004年の劇場公開につなげる。
2005年には『美女缶』を『世にも奇妙な物語 '05春の特別編』で妻夫木聡主演でセルフリメイク。2006年には小説版『美女缶』も自ら執筆。
2008年、それまで自主作品として制作していた短編『ロス:タイム:ライフ』が、フジテレビでオムニバス連続ドラマ化される。自身も原案・総監督・演出として参加。また、これにやや先駆けて『Sweet Rain 死神の精度』で、劇場用長編映画監督デビューを果たしている。

## 作品

### 長編・中編映画
- 美女缶（2003年、監督・脚本）
- Sweet Rain 死神の精度（2008年、監督・脚本）
- トラさん～僕が猫になったワケ～（2019年、監督）

### テレビドラマ・ショートフィルム
- スクラップ（1998年）
- ハライセ（2000年）
- ロス:タイム:ライフ（2003年、監督・脚本・編集・VFX）
  - SKIPCITY国際Dシネマ映画祭2005短編部門上映
- 透明人間だもの（2003年）
- ハリコマレ!（2004年、監督・脚本・編集）
- au ミニッツストーリーシリーズ（2004年～2005年）
- 怪談新耳袋「ヘアピン」「欠席届」（2005年、BS-i、監督）
- ロス:タイム:ライフ2（『美女缶』DVD収録）（2005年、監督・脚本）
- 世にも奇妙な物語 '05春の特別編「美女缶」（2005年、フジテレビ、原案・脚本・監督）
- スパイ道2「死後のスパイ 芽島奈保子」（2005年、BS-i、脚本・監督）
- Gir's BOX 第1話『箱入り娘のクリスマス』（2005年、BS-i、監督）
- ハヴァ、ナイスデー「35度の彼女」（2006年、監督・脚本）
- ユキポンのお仕事（2007年、テレビ東京、監督）
- 恋するマドリ（2007年、原案）
- ロス:タイム:ライフ（連続ドラマ版）（2008年、フジテレビ、原案・総監督・演出・企画協力）
- 東京オンリーピック「ブランカー」（2008年、監督）
- 藤子・F・不二雄のパラレル・スペース 第4話「かわい子くん」（2008年、WOWOW、監督・脚本）
- 藤子・F・不二雄のパラレル・スペース 第5話「征地球論」（2008年、WOWOW、出演） - 調査員の声 役
- 愛の小手指（自主制作ショートフィルム）（2009年、YouTube）
- 【au版】ロス:タイム:ライフ（2009年 - 2010年、LISMO Channel・LISMO Video Store　監督） ※第10節（猫編）、第11節（ロックスター編）、第12節（親子編）
- 豆腐姉妹（2010年、WOWOW、監督・脚本）
- サビ男サビ女 オープニング・エンディング（2011年、監督）
- 世にも奇妙な物語 21世紀 21年目の特別編「PETS」（2011年、フジテレビ、監督・脚本）
- くるみ洋品店（2011年、LISMO Channel、監督・脚本）
- さよなら、キノコ（2012年、テレ朝動画、監督・脚本・編集）
- 走馬灯株式会社（2012年、TBS、演出）
- おとりよせ王子 飯田好実（2013年、メ〜テレ、監督）
- 東京トイボックス（2013年、テレビ東京、4・5・10話演出）
- 大東京トイボックス（2014年、テレビ東京、3・4話演出）
- ウレロ☆未体験少女スピンオフドラマ「ピュアラブ板前」（2014年、テレビ東京、監督）
- センチメンタルカラス（2014年、YouTube、監督・脚本・編集・VFX）
- 死神くん（2014年、テレビ朝日、監督）
- 素敵な選TAXI（2014年、関西テレビ・フジテレビ系、演出）
- 素敵な選TAXI SPECIAL〜湯けむり連続選択肢〜（2016年、カンテレ・フジテレビ系、演出）
- 水曜ミステリー9 マザー・強行犯係の女〜傍聞き〜（2016年、テレビ東京、監督）
- ベイビーステップ（2016年、Amazonプライム・ビデオ、監督・ビジュアルスーパーバイザー）
- 脳にスマホが埋められた!（2017年、読売テレビ・日本テレビ系、演出・一部脚本）
- 黒い十人の秋山（2017年、テレビ東京、監督）
- 探偵物語（2018年、テレビ朝日、監督）
- The Fake Show（2018年、YouTube Originals、監督・シリーズ構成、脚本）
- 仮面ライダーゼロワン（2019年 - 2020年、テレビ朝日、脚本　※テレビシリーズは脚本のみ担当）[1][2]
- よだれかけっ子（2019年、監督・脚本・原案・編集・撮影）
- 大江戸スチームパンク（2020年、テレビ大阪、監督）
- バベル九朔（2020年、日本テレビ、監督）
- 妖怪人間ベラ（2020年、Amazonプライムビデオ他　配信プラットフォーム、一部脚本・監督）
- クランクイン塩原ン（2022年、なすしおばら映画祭・上映、配信　脚本・監督）
- ザ・ハイスクール ヒーローズ（2021年、テレビ朝日、一部脚本・監督）
- スナックキズツキ（2021年、テレビ東京、監督）
- 武士がマックで店員になった件。（2022年、カンテレ、脚本・監督）
- イップス（2024年、フジテレビ系、演出）
- パラレル夫婦 死んだ"僕と妻"の真実（2025年、カンテレ・フジテレビ系、脚本・演出）

### 漫画連載
- 「テレビドラマのつくり方」（2023年〜　Logirl）

### 漫画原作
- WEBトゥーン「FISH Buzz」（2023年、DMMブックス・GIGAトゥーン　脚本）
- 「パノラマ島奇談」（春陽堂コミックス）原案：江戸川乱歩　原作：筧昌也　作画：稜之大介

### アニメーション・グラフィック
- 映画『ビジターQ』（予告編） - アニメーション・編集
- BLACK&WHITE （自主制作アニメーション）（2000年）
- SPACE SHOWER TV BUMPER ID～昇天～ - 演出・アニメーション
- Offinet CF - 演出・アニメーション
- Yakult Swallows 2002 Official Game オープニング映像 - VFX・モーショングラフィックス
- MOUNTPOSITION in NAGOYA オープニング映像 - 演出・アニメーション
- Care Net TV
- 円谷ch.SPOT CF - 企画・演出
- siren 「パール」（PV） - 演出・アニメーション
- カミングスーンTV「アクターズ倶楽部」OP映像
- 映像イベント マウントポジションin原宿 2003ジングル
- スキージャンプペアDVD OP映像
- カミングスーンTV「ムービーデリバリー」OP映像
- 岩手朝日テレビ「おはよう！高校野球です。」OP映像
- 舞台公演：空飛ぶ雲の上団五郎一座「キネマ作戦」内アニメーション
- バナナマン舞台公演（ライブDVD）「elephant pure」OP映像
- おぎやはぎ舞台公演（ライブDVD）「JACK POT」OP映像
- おぎはやぎ&バナナマン合同舞台公演 宇田川フリーコースターズ「epoch conte squere 2nd」OP映像
- Eネ! OP映像（テレビ東京）
- ロビンくんと100人のお友達（監督・脚本協力）
- 紙兎ロペ 〜笑う朝には福来たるってマジっすか!?（フジテレビ、脚本）
- 言霊少女 the Animation -Microphone soul spinners-（2020年、SHOWROOMほか配信・監督）

### CM
- 龍角散ダイレクト（2009年　監督）
- HONDA「ある日突然 グリーンマシーン」（2008年、WEBドラマ、監督）
- クラレ「クラレの真ん中」シリーズ（2018年 - 2021年） - 監督

### 小説
- 美女缶（幻冬舎、2005年12月発行）ISBN 4344010876　著・筧昌也
- ロス：タイム：ライフ（朝日新聞出版、2008年発行）著・小林雄次　監修・筧昌也
- さよなら、キノコ（ティー・オーエンタテインメント、2013年2月発行）著・筧昌也

### コラム連載
- 週刊「anan」TVページ「リモコン日和」（マガジンハウス、2008年1月より）

### 舞台脚本
- muro式.2「例」（脚本担当　出演：ムロツヨシ、2009年4月）
- 劇団UOVO（脚本担当　出演：UOVO、2013年〜）

### ミュージックビデオ
- 藍坊主「星霜、誘う」（2012年）
- SUPER☆GiRLS「BELIEVE IN LOVE」（2013年）

### オリジナルビデオ
- てれびくん超バトルDVD 仮面ライダーゼロワン カンガルーからナニが飛び出す？ソンナの自分でカンガルー！はい、或人じゃないと!!（2020年）-　脚本
- プロジェクトサウザー 後編（「仮面ライダーゼロワン」Blu-ray特典スピンオフドラマ）（2020年） - 監督
- ゼロワン Others 仮面ライダー滅亡迅雷（2021年） - 監督
- ゼロワン Others 仮面ライダーバルカン＆バルキリー（2021年） - 監督